# Estat d'Adamawa
|  | Aquest article tracta sobre l'estat federat de Nigèria. Si cerqueu sobre l'estat nadiu tradicional a Nigèria i el Camerun, vegeu «Emirat d'Adamaua». |

Adamawa és un dels 36 estats en els quals es divideix la República Federal de Nigèria. Va ser creat a l'agost de 1991 sota el règim militar d'Ibrahim Babangida. La capital és Yola.

## Superfície i límits
Adamawa és un dels estats més extensos del país (36.917 km²).Limita al nord-oest amb Borno, a l'oest amb l'estat de Gombe, al sud-oest amb l'estat de Taraba i a l'est amb Camerun.

## Població
Segons una estimació de l'any 2006, vivien a Adamawa 3.737.223 persones. Té quatre divisions (Adamawa, Ganye, Mubi i Numan) i les principals ciutats són Yola, Mubi, Ganye, Numan, Guyuk, Michika, Mayo-Belwa, Gombi i Jimeta.

## Història
L'estat va ser creat el 27 d'agost de 1991 pel govern militar del país sota el general Ibrahim Babangida, en territoris abans pertanyents al desaparegut estat de Gongola. Deu el seu nom al cap fulani, Madibbo Adama, qui va liderar al segle xix la gihad musulmana que va permetre establir l'emirat. Vegeu Emirat d'Adamaua.

## Economia
L'economia és fonamentalment agrícola i destaquen els cultius de cacauets i cotó. També es conreen blat de moro, mill, nyam i arròs. Els pobles fulani practiquen la ramaderia de manera nòmada.

## Administració
Al cens del 2006 consten 21 governs locals:
- Fufore
- Ganye
- Gombi
- Guyuk
- Hong
- Jada
- Shelleng
- Demsa
- Madagali
- Maiha
- Mayo-Belwa
- Michika
- Mubi (Mubi North)
- Numan
- Song
- Mubi-South
- Jimeta
- Girei
- Toungo
- Lamurde
- Yola

Al cens del 2011 consten els següents amb la seva població (Yola s'ha dividit en dos i desapareix Jimeta)
- Demsa	 206,250
- Fufore	 242,140
- Ganye	 196,470
- Girei	 150,120
- Gombi	 170,850
- Guyuk	 204,050
- Hong	 195,580
- Jada	 194,730
- Lamurde	 128,610
- Madagali	 156,230
- Maiha	 127,370
- Mayo-Belwa	 176,650
- Michika	 	179,460
- Mubi North	 	175,160
- Mubi South	 56	150,230
- Numan	 105,830
- Shelleng	 	171,660
- Song	 225,650
- Toungo	 60,320
- Yola North	 230,830
- Yola South	 226,810

## Governadors
Els governadors de l'estat des de la seva creació el 1991, foren:
| Nom                          | Títol               | Inici             | Final             | Partit    | Notes |
| ---------------------------- | ------------------- | ----------------- | ----------------- | --------- | ----- |
| Abubakar Saleh Michika       | Governador          | 2 gener 1992      | 17 novembre 1993  | NRC       |       |
| Gregory Agboneni             | Administrador       | 9 desembre 1993   | 14 septembre 1994 | (Militar) |       |
| Com. Mustapha Isma'il        | Administrador       | 14 septembre 1994 | 22 agost 1996     | (Militar) |       |
| Joe Kalu-Igboama             | Administrador       | 22 agost 1996     | agost 1998        | (Militar) |       |
| Ahmadu G. Hussaini           | Administrador       | Agost 1998        | Maig 1999         | (Militar) |       |
| Boni Haruna                  | Governador          | 29 maig 1999      | 29 maig 2007      | PDP       |       |
| Murtala Nyako                | Governador          | 29 maig 2007      | 26 febrer 2008    | PDP       |       |
| James Shaibu Barka           | Governador (interí) | 26 febrer 2008    | 29 abril 2008     |           |       |
| Murtala Nyako                | Governador          | 29 abril 2008     | 15 juliol 2014    | PDP/APC   |       |
| Alhaji Ahmadu Umaru Fintirin | Governador (interí) | 15 juliol 2014    | 1 octubre 2014    | PDP       |       |
| Bala James Ngilari           | Governador          | 1 octubre 2014    | 29 maig 2015      | PDP       |       |
| Bindo Jibrilla               | Governador          | 29 maig 2015      | 29 maig 2019      | APC       |       |